# Heritiera novoguineensis
Heritiera novoguineensis är en malvaväxtart som beskrevs av André Joseph Guillaume Henri Kostermans. Heritiera novoguineensis ingår i släktet Heritiera och familjen malvaväxter. Inga underarter finns listade i Catalogue of Life.